# Benedetto Croce
Benedetto Croce (Pescasseroli, 25 febbraio 1866 – Napoli, 20 novembre 1952) è stato un filosofo, storico, politico, critico letterario e scrittore italiano, principale ideologo del liberalismo novecentesco italiano ed esponente del neoidealismo.
Presentò il suo idealismo come «storicismo assoluto», giacché «la filosofia non può essere altro che "filosofia dello spirito" [...] e la filosofia dello spirito non può essere altro che "pensiero storico"», ossia «pensiero che ha come contenuto la storia», che rifugge ogni metafisica, la quale è «filosofia di una realtà immutabile trascendente lo spirito». In funzione anti-positivistica, nella filosofia crociana, la scienza diventa la misuratrice della realtà, sottomessa alla filosofia, che invece comprende e spiega il reale.
Con Giovanni Gentile – dal quale lo separarono la concezione filosofica e la posizione politica nei confronti del fascismo dopo il delitto Matteotti – è considerato tra i maggiori protagonisti della cultura italiana ed europea della prima metà del XX secolo, in particolare dell'idealismo e del neoidealismo italiano che assieme a Gentile contribuì a fondare, partendo dall'aspra critica fatta al materialismo storico e alla filosofia di Marx in Materialismo storico ed economia marxista, per approdare alla dialettica dei distinti di impronta hegeliana.
La dottrina crociana improntata alla storiografia ebbe grande influenza politica sulla cultura italiana; Croce, in particolare, con la sua "religione della libertà, è ricordato come guida morale dell'antifascismo", tanto che fu anche proposto come presidente della Repubblica italiana. Fu tra i fondatori del ricostituito Partito Liberale Italiano, insieme con Luigi Einaudi.
Alcune riserve sulla sua estetica, sulla critica letteraria (in particolare sulla sua definizione di «poesia») e sulla superiorità attribuita alla filosofia rispetto alle scienze nell'ambito della logica, tuttavia, sono state espresse in tempi successivi.
D'altra parte, il pensiero di Croce, specialmente quello politico, ha goduto di apprezzamenti più recenti e di una "riscoperta" anche al di fuori dell'Italia, in Europa e nel mondo anglosassone (specialmente gli Stati Uniti d'America), dov'è riconosciuto, al pari di pensatori come Karl Popper, come uno dei più eminenti teorici del liberalismo europeo e un autorevole oppositore di ogni totalitarismo.
Il liberalismo politico crociano distinto dal liberismo economico fu causa di disaccordo con un altro importante esponente del liberalismo italiano come Luigi Einaudi.
Fu autore del manifesto degli intellettuali antifascisti.

## Biografia
(Benedetto Croce dai Taccuini (marzo 1944) in Scritti e discorsi politici, Vol. I, pp. 276-277)
Croce nacque a Pescasseroli, in provincia dell'Aquila, il 25 febbraio del 1866. I genitori appartenevano a due abbienti e facoltose famiglie abruzzesi: la famiglia Sipari, quella materna, originaria della stessa Pescasseroli ma radicatasi anche in Capitanata e Terra di Lavoro, particolarmente legata agli ideali liberali, e l'altra, quella paterna, originaria di Montenerodomo (in provincia di Chieti) ma trapiantata a Napoli, legata invece ad una mentalità di stampo borbonico, poiché il nonno «Benedetto "il Vecchio"» era «un alto magistrato del Regno delle Due Sicilie». Croce crebbe in un ambiente profondamente cattolico, dal quale però, ancora adolescente, si distaccò, non riaccostandosi più per tutta la vita alla religiosità tradizionale.

### Il terremoto di Casamicciola
A diciassette anni perse i genitori, Pasquale Croce e Luisa Sipari, e la sorella Maria, periti il 28 luglio del 1883, durante il terremoto di Casamicciola, nell'isola d'Ischia, dove Croce si trovava in vacanza con la famiglia. Un terremoto durato non più di 90 secondi ma dalla potenza devastatrice enorme - e per questo rimasto come esempio terribile di distruzione nel modo di dire delle popolazioni coinvolte - dove lo stesso Benedetto rimase «sepolto per parecchie ore sotto le macerie e fracassato in più parti del corpo».
Il "problema del male", in sottofondo alla sua filosofia ottimistica sul progresso, rimarrà insoluto, se non addirittura negato, e dietro le quinte del suo pensiero, influenzato da questi eventi giovanili come evidenziato dalle meditazioni private dei Taccuini personali.
Fra i primi ad accorrere in suo aiuto fu il cugino Paolo Petroni, la cui famiglia lo assisté affettuosamente nei mesi seguenti nella loro residenza di campagna a San Cipriano Picentino, paese non troppo distante da Salerno. In seguito a questo tragico episodio fu affidato, assieme al fratello superstite Alfonso (1867-1948), alla tutela del cugino Silvio Spaventa, figlio della prozia Maria Anna Croce e fratello del filosofo Bertrando Spaventa, che, mettendo da parte dei dissapori storici che aveva con la famiglia Croce, lo accolse nella propria casa a Roma, dove il giovane Benedetto trascorse gli anni dell'adolescenza ed ebbe modo di formarsi culturalmente fino all'età di vent'anni.

### Primi contatti con gli intellettuali
Nel circolo culturale nella casa dello zio Silvio, Croce ebbe modo di frequentare importanti uomini politici e intellettuali tra cui Labriola che lo inizierà al marxismo, da cui poi si distaccherà come si è detto, entrando in polemica con lo stesso Labriola. Pur essendo iscritto alla facoltà di giurisprudenza dell'Università di Napoli, Croce frequentò le lezioni di filosofia morale a Roma tenute dal Labriola. Non terminò mai i suoi studi universitari, ma si appassionò a studi eruditi e filosofici, trascurando il pensiero hegeliano, di cui criticava la forma incomprensibile.

### Il ritorno a Napoli
Lasciata la Roma troppo accesa di passioni politiche, Croce nel 1886 tornò a Napoli, dove acquistò, per abitarvi, la casa dove aveva trascorso la sua vita Giambattista Vico, il filosofo napoletano amato da Croce per la concezione filosofica anticipatrice, per certi aspetti, della sua. Nel 1890 fu tra i fondatori della Società dei Nove Musi, un cenacolo di intellettuali.

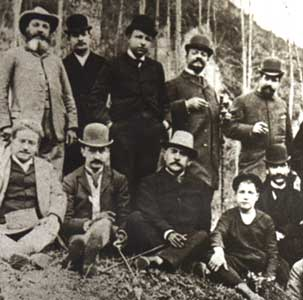
Foto di gruppo con il giovane Benedetto Croce (terzo da sinistra, in piedi)

Compì numerosi viaggi in Spagna, Germania, Francia e Regno Unito mentre nella sua formazione culturale cresceva l'interesse per gli studi storici e letterari, in particolare per la poesia di Giosuè Carducci, e per le opere di Francesco De Sanctis. Nel 1895, attraverso Antonio Labriola con cui era rimasto in contatto, si interessò al marxismo, di cui però criticava come astorica la visione che dava del capitalismo. Da Marx risalì alla filosofia hegeliana che cominciò ad apprezzare e ad approfondire. Pur apprezzando la poesia laica del massone Carducci, Croce ha polemizzato con la Massoneria, ricevendo una secca risposta del Gran Maestro Ernesto Nathan.
Nel gennaio del 1903 uscì il primo numero della rivista La critica, con la collaborazione di Giovanni Gentile, e stampata a sue spese fino al 1906, allorché subentrò l'editore Laterza. Gentile vi collaborò fino al 1920, anno in cui fondò la propria rivista, il  Giornale critico della filosofia italiana.

### La vita politica
Venne nominato per censo senatore del Regno nel 1910. 

#### Posizione nella prima guerra mondiale
( Benedetto Croce, Storia d'Italia dal 1871 al 1915, Bari, Laterza, 1943.)
Il filosofo, nella scelta tra le due posizioni, neutralismo o interventismo alla prima guerra mondiale, si rivolse alla prima; ma il suo era un neutralismo che contemperava le posizioni liberali con la possibilità dell'intervento (rimase comunque poco favorevole alla guerra, e, non obbligato ad arruolarsi, per limiti di età - 49 anni -, non andò mai al fronte a differenza di altri intellettuali come D'Annunzio, volontario a 52 anni). Scriveva a Henry Bigot nel 1914, che era:
(B. Croce, Epistolario, vol. I, Napoli 1967, p. 3.)
Nel 1915 insieme ad altri intellettuali del tempo come Gabriele D'Annunzio e il cugino, il deputato Erminio Sipari, richiamò l'attenzione dell'opinione pubblica verso la tragedia del terremoto di Avezzano che provocò oltre 30.000 morti e gravissimi danni nella Marsica e nelle province dell'Italia centrale.

#### Ministro
Dal 1920 al 1921 divenne Ministro della pubblica istruzione nel quinto e ultimo governo Giolitti. Con regio decreto del 21 maggio 1920 gli fu concesso il titolo di "Nobile". Elaborò una riforma della pubblica istruzione che fu poi ripresa in parte da Giovanni Gentile.

### Il rapporto con il fascismo

#### L'iniziale fiducia al governo fascista

Benedetto Croce nella sua biblioteca

Inizialmente Croce fu vicino al fascismo. Ascoltò e applaudì il discorso di Mussolini al teatro San Carlo di Napoli del 24 ottobre 1922, durante l'adunata preparatoria per la marcia su Roma.
In occasione delle votazioni al Senato del 24 giugno 1924, successive all'uccisione del deputato socialista Giacomo Matteotti (10 giugno 1924), Croce fu tra i 225 senatori che votarono la fiducia al governo Mussolini, insieme a Giovanni Gentile e Vincenzo Morello. In seguito Croce spiegò in un'intervista che il suo non era stato un voto fascista, aveva votato a favore del regime perché pensava che Mussolini, se sostenuto, poteva esser sottratto all'estremismo fascista a cui Croce faceva risalire la responsabilità del delitto Matteotti. In questa evidente confusione spirituale e morale il filosofo cercava nel fondatore dei fasci di combattimento un alleato che ostacolasse la deriva dittatoriale del fascismo al potere. Come mostra il passo seguente egli credeva ancora di poter ricattare Mussolini attraverso il voto del parlamento. Un parlamento che aveva contribuito a svuotare d'autorità grazie ai listoni tra fascisti e liberali che ne riempivano le aule.
Croce scrisse su Il Giornale d'Italia del 9 luglio 1924 che il regime mussoliniano «non poteva e non doveva essere altro che un ponte di passaggio per la restaurazione di un più severo regime liberale».

#### La rottura e ilManifesto degli intellettuali antifascisti
Il filosofo abruzzese si allontanò definitivamente dal regime allorché, su sollecitazione di Giovanni Amendola, scrisse il Manifesto degli intellettuali antifascisti in replica al Manifesto degli intellettuali fascisti di Giovanni Gentile. Lo scritto, pubblicato sul quotidiano Il Mondo del 1º maggio 1925, tra l'altro sosteneva:
In che mai consisterebbe il nuovo evangelo, la nuova religione, la nuova fede, non si riesce a intendere dalle parole del verboso manifesto; e, d'altra parte, il fatto pratico, nella sua muta eloquenza, mostra allo spregiudicato osservatore un incoerente e bizzarro miscuglio di appelli all'autorità e di demagogismo, di proclamata riverenza alle leggi e di violazione delle leggi, di concetti ultramoderni e di vecchiumi muffiti, di atteggiamenti assolutistici e di tendenze bolsceviche, di miscredenza e di corteggiamenti alla Chiesa cattolica, di aborrimenti della cultura e di conati sterili verso una cultura priva delle sue premesse, di sdilinquimenti mistici e di cinismo. [...] Per questa caotica e inafferrabile "religione" noi non ci sentiamo, dunque, di abbandonare la nostra vecchia fede: la fede che da due secoli e mezzo è stata l'anima dell'Italia che risorgeva, dell'Italia moderna; quella fede che si compose di amore alla verità, di aspirazione alla giustizia, di generoso senso umano e civile, di zelo per l'educazione intellettuale e morale, di sollecitudine per la libertà, forza e garanzia di ogni avanzamento.»
Secondo Norberto Bobbio, il Manifesto degli intellettuali antifascisti sancì l'assunzione da parte di Croce del ruolo di «coscienza morale dell'antifascismo italiano» e di «filosofo della libertà». Lo scritto segnò inoltre la rottura dell'amicizia con Gentile, a causa delle ormai inconciliabili divergenze filosofiche e politiche. In seguito Croce fu l'unica voce fuori dal coro tollerata dal regime.
Il ruolo di Croce come coscienza dell'antifascismo è testimoniato, tra gli altri, da Primo Levi, che nel 1975 ricordò che negli anni del fascismo e della guerra, segnati per gli antifascisti da smarrimento morale, isolamento e incertezze, solo «La Bibbia, Croce, la geometria, la fisica, ci apparivano fonti di certezza».

#### Il fascismo come "malattia morale"
(Lettera a Vittorio Enzo Alfieri del 10 ottobre 1925)

Benedetto Croce

Rifiutò di entrare nell'Accademia d'Italia, fondata nel 1929, e dopo un breve appoggio al movimento antifascista Alleanza Nazionale per la Libertà (1930), fondato dal poeta Lauro De Bosis, si allontanò dalla vita politica, continuando peraltro a esprimere liberamente le sue idee politiche, senza che il regime fascista lo censurasse, almeno esplicitamente.
L'unico atto di ostilità violenta ed esplicita compiuto dal fascismo verso Croce fu la devastazione della sua casa napoletana avvenuta nel novembre del 1926. Negli anni successivi, quelli della sua affermazione e del cosiddetto “consenso”, il fascismo ritenne Croce un avversario poco temibile, sostenitore com'era della tesi di un fascismo inteso come "malattia morale" inevitabilmente superata dal progresso della storia. Inoltre la fama di Croce presso l'opinione pubblica europea lo proteggeva da interventi oppressivi da parte del regime. Ebbe altresì blandi rapporti culturali con intellettuali in qualche modo vicini al regime, anche se marginali, come un carteggio epistolare con il tradizionalista Julius Evola, a cui espresse l'apprezzamento formale per due opere, da pubblicare presso Laterza con il benestare dello stesso Croce, Saggi sull'idealismo magico, Teoria dell'individuo assoluto e, successivamente, La tradizione ermetica.
Nel 1931 il governo fascista richiese ai docenti delle università italiane un atto di formale adesione al regime in base all'articolo 18 del regio decreto n. 1227 del 28 agosto 1931 (il cosiddetto giuramento di fedeltà al fascismo). A seguito di tale provvedimento, i docenti avrebbero dovuto giurare di essere fedeli non solo "alla patria", secondo quanto già imposto dal regolamento generale universitario del 1924, ma anche al regime fascista.
In quell'occasione, Croce incoraggiò professori come Guido Calogero e Luigi Einaudi a rimanere all'università, «per continuare il filo dell'insegnamento secondo l'idea di libertà».
Se la sua figura fu importante per l'area politica del liberalismo, la sua scuola ebbe durante tutto il ventennio fascista una platea assai più ampia di allievi: del resto, già prima dalle sue idee avevano tratto alcuni elementi di critica, che andavano in senso contrario a quello indicato fino ad ora, autori come Antonio Gramsci e il gruppo comunista de L'Ordine Nuovo. In questi scritti 'dal carcere' Gramsci analizza il sistema dottrinale e filosofico, che consentì l'ascesa del fascismo e la conseguente dittatura. La filosofia del Croce, che assieme a quella di Gentile, costituì il vertice del pensiero filosofico italiano fino al 1922, aveva, con la sua irresolutezza e ambiguità intellettuale definita 'dialettica dei contrari' nell'opera citata del Gramsci, dato man forte e sostentamento spirituale alle squadre fasciste che repressero i moti del 1920-21, non riuscendo a fare altro che giudicare lo stesso fenomeno come vuoto e transitorio all'indomani della presa del potere statale. Dimostrando con ciò la propria inettitudinee mancando di quell'azione pratica, che spinse poi il Gentile a distaccarsi definitivamente dalle posizioni moderate del Croce e diventare egli stesso uno dei più fanatici sostenitori del nuovo assetto istituzionale, coerentemente alla sua filosofia dell'attualismo.

#### Polemica sullaGiornata della fede
La mancata adesione di Croce al fascismo parve messa in discussione dal gesto compiuto nel 1935 durante la Guerra d'Etiopia, quando il filosofo, in occasione della "Giornata della fede" (in cui gli italiani furono chiamati a offrire il proprio oro alla patria) donò la propria medaglietta da senatore accompagnandola con questa secca lettera al presidente del Senato: 
 Il gesto «suscitò negli ambienti dell'antifascismo italiano, in patria e all'estero, sorpresa, dolore e polemiche» che colpirono dolorosamente Croce. Al termine di un drammatico colloquio con Bianca Ceva, inviata a sostenere il punto di vista degli antifascisti, dopo un iniziale tentativo di giustificazione, Croce affermò: «dica che io sono sempre lo stesso, che sono sempre con loro...».

#### Contro le leggi razziali
Nel 1938 il regime varò la legislazione antisemita (Croce non era presente nell'aula del Senato, quale forma di protesta; egli fu uno dei pochi a esprimersi contro di esse a livello pubblico). Il governo inviò a tutti i professori universitari e i membri delle accademie un questionario da compilare ai fini della classificazione "razziale". Tutti gli interpellati risposero. L'unico intellettuale non ebreo che rifiutò di compilare il questionario fu Croce. 
Il filosofo, invece di restituire compilata la scheda, inviò una lettera al presidente dell'Istituto veneto di scienze, lettere ed arti, in cui scrisse sarcasticamente:
(Benedetto Croce a Luigi Messedaglia, Presidente dell’Istituto Veneto di Scienze, Lettere e Arti di Venezia, 21 settembre 1938, in A. CAPRISTO, L’espulsione degli ebrei dalle accademie italiane, Torino, Zamorani, 2003, p. 38.)
Croce fu quindi espulso da quasi tutte le accademie di cui era membro, comprese l'Accademia Nazionale dei Lincei e la Società Napoletana di Storia Patria.
All'Istituto Veneto di Scienze, Lettere ed Arti, unica accademia che lo mantenne socio, alla fine della guerra Croce riconoscerà il merito di non averlo espulso durante il regime fascista.

Dopo aver denunciato la persecuzione degli ebrei, Croce però critica anche gli atteggiamenti degli ebrei stessi, sia quelli che avevano aderito al fascismo, sia quelli che vivevano "separati", ritenendo la specificità ebraica come pericolosa per gli ebrei stessi: 
(Lettera a Cesare Merzagora)
 Espresse quindi una posizione di perplessità per il sionismo.

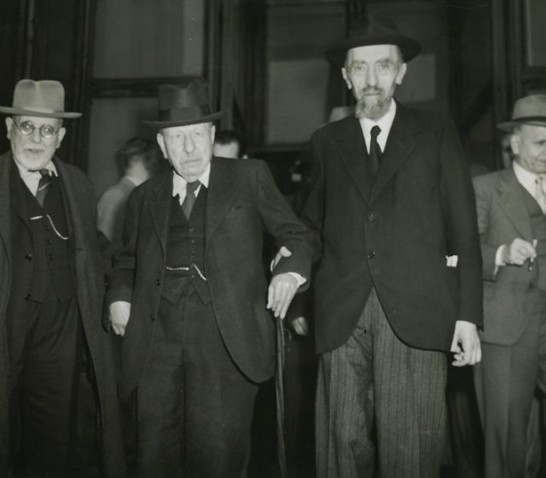
Benedetto Croce e Alessandro Casati in occasione della cerimonia di insediamento di Luigi Einaudi alla Presidenza della Repubblica Italiana

### Il rientro nella vita politica
Dopo la caduta del regime Croce rientrò in politica, accettando la nomina a presidente del Partito Liberale Italiano. Durante la Resistenza cercò di mediare tra i vari partiti antifascisti e nel 1944 fu Ministro senza portafoglio nel secondo governo Badoglio, benché non stimasse né il Maresciallo né il re Vittorio Emanuele III, a causa della loro compromissione col fascismo. Subito dopo la liberazione di Roma (giugno 1944) entrò a far parte del secondo governo Bonomi, sempre come ministro senza portafoglio, ma diede le dimissioni qualche mese dopo, il 27 luglio. Egli avrebbe preferito l'abdicazione diretta del sovrano in favore del piccolo Vittorio Emanuele (con rinuncia di Umberto al trono), la reggenza a Badoglio e l'incarico di capo del governo a Carlo Sforza, ma i rappresentanti del Regno Unito si opposero. Al referendum sulla forma dello Stato (2 giugno 1946) votò per la monarchia, inducendo tuttavia il Partito Liberale (di cui rimane presidente fino al 30 novembre 1947) a non schierarsi, per far sì che prevalesse sulla questione piena ed effettiva libertà di scelta, e dichiarando in seguito: «il buon senso fece considerare a quei milioni di votanti favorevoli alla monarchia, che, se anche essi avessero riportato la maggioranza legale, una monarchia con debole maggioranza non avrebbe avuto il prestigio e l'autorità necessaria, e perciò meglio valeva accettare la forma nuova della Repubblica e procurar di farla vivere nel miglior modo, apportandovi lealmente il contributo delle proprie forze».

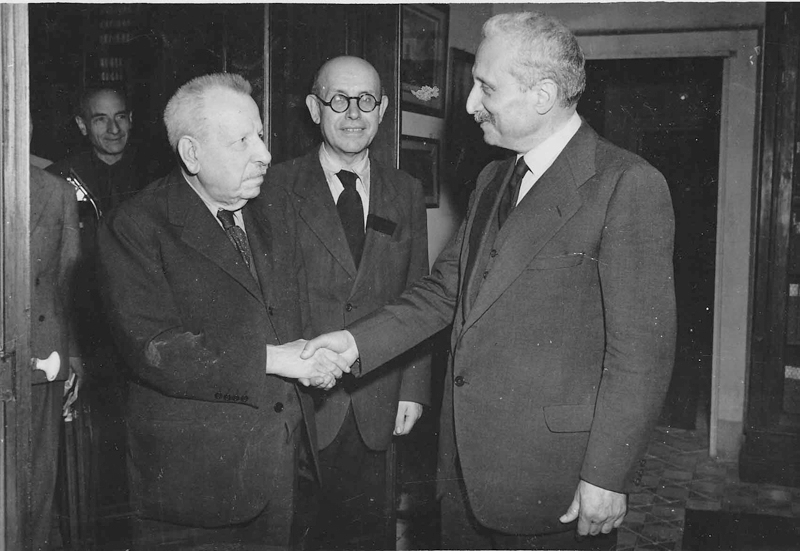
Benedetto Croce con Enrico Altavilla e il Capo provvisorio dello Stato, Enrico De Nicola

Concetti che Croce aveva, nella loro sostanza, già espresso; ben prima che Umberto II, nel messaggio del 13 giugno 1946, ribadisse tale indicazione. Eletto all'Assemblea Costituente, non accettò la proposta di essere candidato a Capo provvisorio dello Stato, così come in seguito rifiutò la proposta, avanzata da Luigi Einaudi, di nomina a senatore a vita. Si oppose strenuamente alla firma del Trattato di pace, con un accorato e famoso intervento all'Assemblea costituente, ritenendolo indecoroso per la nuova Repubblica.
Nel 1946 fondò a Napoli l'Istituto italiano per gli studi storici destinando per la sede un appartamento di sua proprietà, accanto alla propria abitazione e biblioteca nel Palazzo Filomarino dove oggi ha sede la Fondazione Biblioteca Benedetto Croce. Tra il 1949 e il 1952 fu Presidente dell'associazione PEN International e, negli stessi anni, entrò a far parte del Consiglio di Amministrazione dell'Istituto Suor Orsola Benincasa di Napoli.
(Eugenio Montale, A un grande filosofo [1972], in Id., Diario del '71 e del '72, vv. 5-8)
Per un ictus cerebrale, sopravvenuto nel 1949, rimase semiparalizzato e si ritirò in casa continuando a studiare: morì seduto in poltrona nella sua biblioteca il 20 novembre 1952, all'età di 86 anni. I funerali solenni si tennero nella sua Napoli e le sue spoglie tumulate nella tomba di famiglia al Cimitero di Poggioreale.

### Il rapporto con la cultura cattolica
Il rapporto di Croce con la cultura cattolica variò nel corso del tempo. Agli inizi del Novecento i filosofi idealisti, come Croce e Gentile, avevano esercitato assieme alla cultura cattolica una comune critica al positivismo ottocentesco. Alla fine degli anni venti vi era stato un progressivo allontanamento della cultura laica e idealistica dalla cultura cattolica. Croce, pur non essendo un anticlericale militante, riteneva importante la separazione liberale tra Chiesa e Stato, propugnata da Cavour.
L'11 febbraio 1929 la Chiesa con i Patti Lateranensi aveva ormai raggiunto un rapporto equilibrato con le istituzioni statali italiane distaccandosi quindi dalle posizioni politiche antifasciste dell'idealismo crociano. Croce fu contrario al Concordato e dichiarò apertamente in Senato che «accanto o di fronte ad uomini che stimano Parigi valer bene una messa, sono altri per i quali l'ascoltare o no una messa è cosa che vale infinitamente più di Parigi, perché è affare di coscienza.»
Mussolini gli rispose dichiarandolo «un imboscato della storia», e accusando il filosofo di passatismo e di viltà di fronte al progresso storico. Quando Croce scrisse la Storia d'Europa nel secolo decimonono, il Vaticano criticò aspramente l'autore che difendeva le filosofie esaltanti una religione della libertà senza Dio. Il Sant'Uffizio pose all'Indice nel 1932 questo libro ma, non ottenendo negli anni successivi da Croce un qualsiasi ripensamento, nel 1934 inserì nell'elenco dei libri proibiti tutti i suoi scritti.
La polemica anti-concordataria crociana vide l'adesione del giovane filosofo nonviolento e liberalsocialista Aldo Capitini che nell'autunno del 1936 a Firenze, a casa di Luigi Russo, aveva avuto modo di conoscere Croce, a cui aveva consegnato un pacco di dattiloscritti che il filosofo napoletano aveva apprezzato e fatto pubblicare nel gennaio dell'anno seguente presso l'editore Laterza di Bari con il titolo Elementi di un'esperienza religiosa. In poco tempo gli Elementi diventarono uno tra i principali riferimenti letterari della gioventù antifascista.
La posizione personale di Croce nei confronti della religione cattolica è ben espressa nel suo saggio Perché non possiamo non dirci "cristiani", scritto nel 1942. Il termine "cristiani" inserito nel titolo tra virgolette non voleva indicare l'adesione a un credo confessionale, bensì la consapevolezza di un'inevitabile appartenenza culturale rappresentata nella sua particolare prospettiva dal fenomeno del cristianesimo: non si trattava di una professione di fede cristiana dovuta a un rinnegamento dell'agnosticismo come volle fare intendere la propaganda fascista, ma di riconoscere il valore storico e di «rivolgimento spirituale»:
Croce, in sintesi, vede nel cristianesimo il fondamento storico della civiltà occidentale ma non ripudia l'immanentismo radicale del suo pensiero che vede nella religione un momento della realizzazione storica dello spirito che si avvia, superandolo, ad una più alta sintesi.
All'Assemblea Costituente lotterà contro l'inserimento, voluto dalla DC, e dal comunista Togliatti, dei Patti Lateranensi nel secondo comma dell'articolo 7 della Costituzione della Repubblica Italiana, giudicandolo come "sfacciata prepotenza pretesca". In vista delle elezioni politiche del 1948, tuttavia, si accordò con il segretario della Democrazia Cristiana, Alcide De Gasperi, per dare vita a un manifesto comune, Europa, cultura e libertà, contro i totalitarismi passati e presenti. A seguito della vittoria della DC, replicò severamente ai laici benpensanti schierati col Fronte Popolare che sbeffeggiavano il ceto umile e contadino di cui era composto in prevalenza l'elettorato cattolico: 
Nel 1950, lasciando disposizioni per la sua morte (che avverrà tre anni dopo) scriverà invece che la sensibilità religiosa della moglie cattolica le consentirà di evitare che un sacerdote tenti di "redimerlo" all'ultimo minuto, perché è "cosa orrenda profittare delle infermità per strappare a un uomo una parola che sano egli non avrebbe mai detta".

### Vita privata
Dal 1893 al 1913 Croce fu legato sentimentalmente e convisse con Angelina Zampanelli, fino alla morte di lei. Nel 1911 la coppia prese alloggio a Palazzo Filomarino, a Napoli. Il 25 settembre 1913 Angelina, sofferente di cuore, morì poco più che quarantenne a Raiano, dove soggiornava spesso insieme a Croce, presso il Palazzo Rossi-Sagaria, ospite della cugina del filosofo, Maria Teresa Petroni, moglie del possidente Valentino Rossi.
Nel 1914 Croce sposò a Torino, con rito religioso e poi civile, Adele Rossi, da cui ebbe cinque figli: Giulio (l'unico maschio, morto piccolo nel 1917) e le quattro figlie Elena, Alda, Lidia (moglie dello scrittore e dissidente anticomunista polacco Gustaw Herling-Grudziński) e Silvia.

## L'opera e il pensiero
(Benedetto Croce, Lettere a Vittorio Enzo Alfieri (1925-1952), Sicilia Nuova Editrice, Milazzo 1976, pp. X-XI.)
L'opera di Croce può essere suddivisa in tre periodi: quello degli studi storici, letterari e il dialogo con il marxismo, quello della maturità e delle opere filosofiche sistematiche e quello dell'approfondimento teorico e revisione della filosofia dello spirito in chiave storicista. Come idealista, ritiene che la realtà sia quella che viene concepita dal soggetto, in quanto riflesso della sua idea e interiorità, ed è convinto che la razionalità e la libertà emergano nella storia, pur tra immani difficoltà. La filosofia idealista riconduce totalmente l'essere al pensiero, negando esistenza autonoma alla realtà fenomenica, ritenuta il riflesso di un'attività interna al soggetto; l'idealismo, come in Hegel, implica una concezione etica fortemente rigorosa, come ad esempio nel pensiero di Fichte che è incentrato sul dovere morale dell'uomo di ricondurre il mondo al principio ideale da cui esso ha origine; in Croce questo ideale è la libertà umana.
Definito da Gramsci "papa laico della cultura italiana", la sua filosofia ha goduto di enorme credito nella cultura italiana del XX secolo, perlomeno fino agli anni settanta e ottanta, in cui si sono levate molte critiche verso il suo approccio, ritenuto superato. Croce fu un intellettuale rispettato anche al di fuori dell'Italia: la rivista Time gli dedicò la copertina negli anni '30, e negli anni 2000, contestualmente alla rivalutazione del pensiero crociano, si è registrato l'interesse della collana editoriale dell'Università di Stanford, mentre la rivista statunitense di politica internazionale Foreign Affairs lo inserì nel 2012 tra i pensatori più attuali tra quelli del '900, accanto a intellettuali come Isaiah Berlin, Francis Fukuyama e Lev Trotsky.

### Hegel e la dialettica
Parallelamente allo studio del marxismo, Croce approfondisce anche il pensiero di Hegel; secondo entrambi la realtà si dà come spirito che continuamente si determina e, in un certo senso, si produce. Lo spirito è quindi la forza animatrice della realtà, che si auto-organizza dinamicamente divenendo storia secondo un processo razionale. Da Hegel egli recupera soprattutto il carattere razionalistico e dialettico in sede gnoseologica: la conoscenza si produrrebbe allora attraverso processi di mediazione dal particolare all'universale, dal concreto all'astratto, per cui Croce afferma che la conoscenza è data dal giudizio storico, nel quale universale e particolare si fondono recuperando la sintesi a priori di Kant e lo storicismo di Giambattista Vico, suo altro filosofo di riferimento.

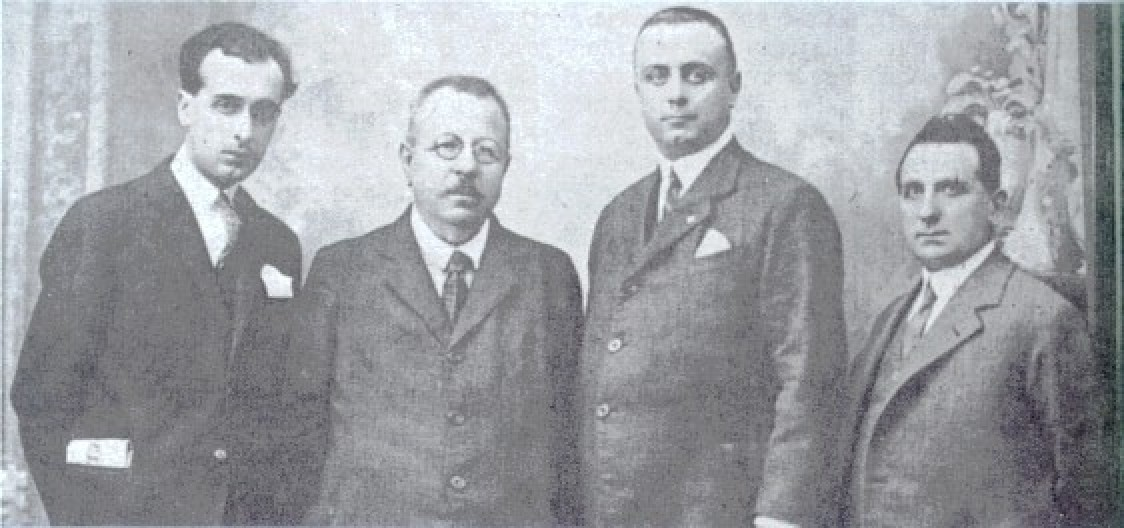
Da sinistra, Luigi De Secly, Benedetto Croce, Stefano Jacini e Giovanni Laterza.

Il divenire e la logica della dialettica, in Hegel e in Marx, è esso stesso verità in movimento; anche per Croce la verità è dialettica, ma occorre esprimere un giudizio storico ed esistono delle regole che arginano la pretesa giustificativa di ogni fenomeno: in Croce lo Spirito - in quanto intelletto umano - si realizza nella storia ma nel rispetto della libertà. Per questo ogni fatto è quindi calato nella realtà storica, ma questo non può giustificare, con la scusa del divenire e del progresso, aspetti deplorevoli come, ad esempio, il totalitarismo fascista o comunista, il primo come necessario (concezione di Giovanni Gentile e della sua idea di realtà come atto puro di pensare e agire) e il secondo come fase storica obbligata (seguendo il concetto marxiano della dittatura del proletariato, di cui il filosofo tedesco parla nella sua teoria "razionalista" del materialismo storico). Quindi il materialismo dialettico di Engels e quello storico di Marx sono da ritenersi errati. In questo, il suo storicismo si differenzia dal pensiero di un altro filosofo liberale, Karl Popper, secondo cui dialettica e storicismo finiscono invece per generare quasi sempre totalitarismo (concezione assai diffusa nel pensiero del liberalismo novecentesco). Al contrario di Popper e Hannah Arendt, per Croce la radice totalitaria è proprio nell'antistoricismo, cioè nel rifiuto dello storicismo stesso.

Verso gli anni '40, il neoidealismo entrò in crisi, sostituito da nuove filosofie come l'esistenzialismo e la fenomenologia; sempre in nome del libertà e dell'umanesimo, Croce critica l'esistenzialista Martin Heidegger, divenuto poi anti-umanistico e colpevole di accondiscendenza verso il nazismo, definendolo anche "un Gentile più dotto e più acuto, ma sostanzialmente della stessa pasta morale"; esprime così nel 1939 un tagliente giudizio sul filosofo di Essere e tempo:
(Conversazioni Critiche, Serie Quinta, Bari, Laterza, 1939, p. 362)
L'asserzione di Hegel che "la storia sia storia di libertà" viene da Croce inquadrata nella sua concezione dialettica della libertà vista nel suo iniziale nascere, nel successivo crescere e infine nel raggiungimento di uno stadio finale e definitivo di maturità.
Croce fa proprio questo detto hegeliano chiarendo però che non si vuole «assegnare alla storia il tema del formarsi di una libertà che prima non era e che un giorno sarà, ma per affermare la libertà come l'eterna formatrice della storia, soggetto stesso di ogni storia. Come tale essa è per un verso, il principio esplicativo del corso storico e, per l'altro, l'ideale morale dell'umanità». I popoli e gli individui anelano sempre alla libertà, e come dice Hegel «ciò che è razionale è reale» (cioè la ragione concepisce quello che può diventare reale) e «ciò che è reale è razionale» (cioè esiste un'intrinseca razionalità, anche minima, in ogni fenomeno storico, anche se non tutto il reale è ovviamente razionale).

Croce negli ultimi anni di vita (circa 1950)

Alcuni storici, senza ben rendersi conto di quello che scrivono, sostengono che ormai la libertà ha abbandonato la scena della storia. Ma affermare che la libertà è morta vorrebbe dire che è morta la vita. Non esiste nella storia un ideale che possa sostituire quello della libertà «che è l'unica che faccia battere il cuore dell'uomo, nella sua qualità di uomo». Ciò significa che la libertà non è una fase di presa di coscienza che conduce allo Stato etico o al socialismo, venendo superata, ma è essa stessa la verità nel divenire, non una fase.
Egli critica Hegel, poiché secondo lui il filosofo ha concepito la dialettica in modo riduttivo, ovvero semplicemente come dialettica degli opposti, mentre secondo Croce sussiste anche una logica dei distinti: non ogni negazione è infatti opposizione, ma può essere semplice distinzione. Ciò significa che certi atti ed eventi devono essere sempre considerati appunto distinti rispetto ad altri ordini di atti ed eventi, e non ad essi opposti. Elabora, quindi, un vero e proprio sistema, da lui denominato la filosofia dello spirito. Inoltre, la prima importante differenza con Hegel è che nel sistema crociano non vi rientra né la religione, né la natura. La religione sarebbe infatti un complesso miscuglio di elementi poetici, morali e filosofici che le impediscono di presentarsi come forma autonoma dello Spirito. La natura poi non è altro che l'oggetto "mascherato" dell'attività economica, è il frutto della considerazione economica diretta al mondo.
Qui la realtà in quanto attività (ovvero produzione dello spirito o della storia) è articolata in quattro forme fondamentali, suddivise per modo (teoretico o pratico) e grado (particolare o universale): estetica (teoretica - particolare), logica (teoretica-universale), economia (pratica - particolare), etica (pratica - universale). La relazione tra queste quattro forme opera la suddetta logica dei distinti, mentre all'interno di ognuna di esse si ha la dialettica degli opposti. All'interno dell'estetica infatti si ha opposizione dialettica tra bello e brutto, all'interno della logica, l'opposizione è tra vero e falso; nella economia tra utile e inutile e infine nell'etica tra bene e male.

### Estetica
Croce scrisse anche importanti opere di critica letteraria (saggi su Goethe (1917), Ariosto, Shakespeare e Corneille (1920), "La letteratura della nuova Italia" e "La poesia di Dante"). Egli si mosse nell'ambito della sua teoria estetica che mirava alla scoperta delle motivazioni profonde dell'ispirazione artistica. Quest'ultima era ritenuta tanto più valida quanto più coerente con le categorie di bello-brutto.

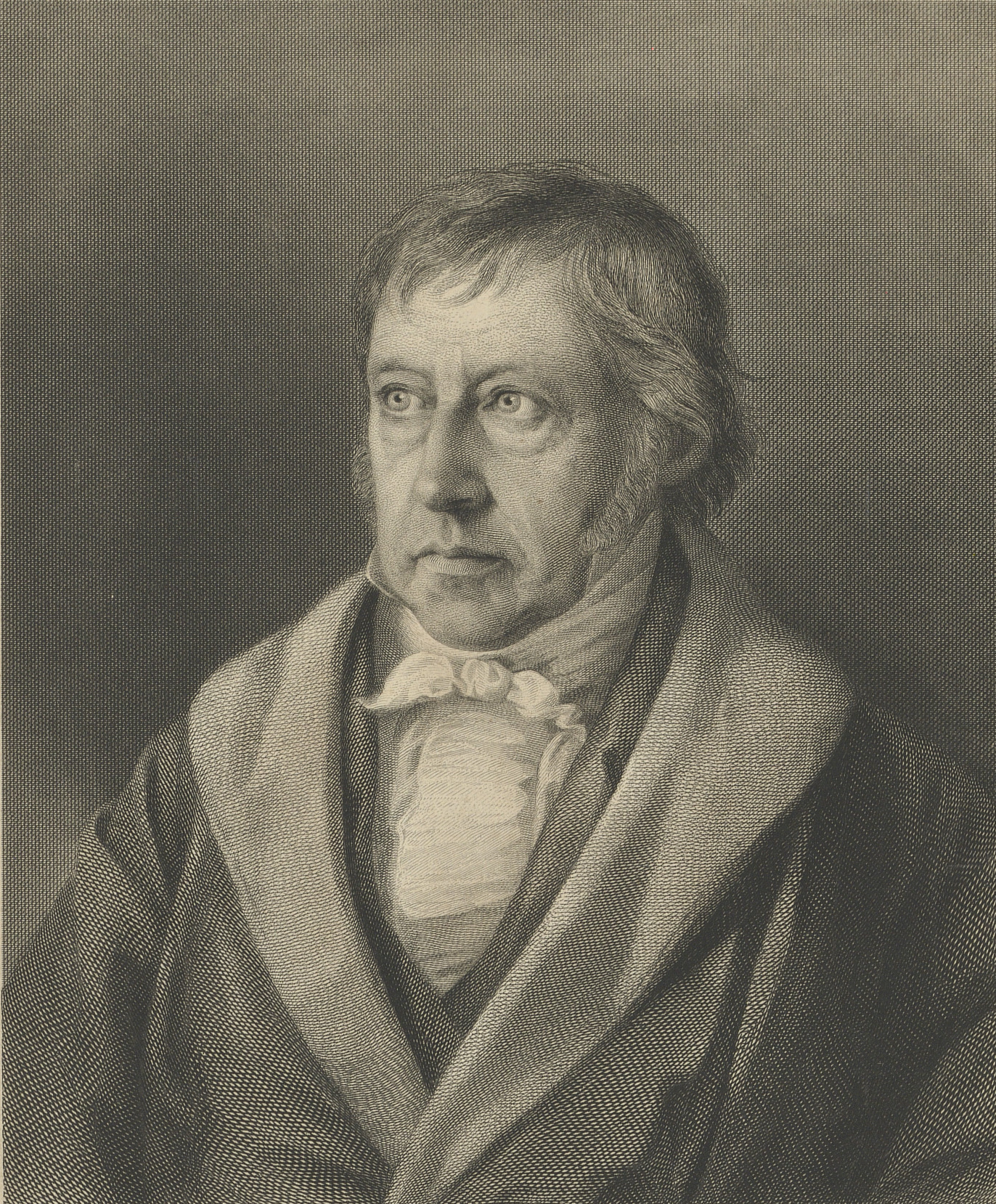
Georg Wilhelm Friedrich Hegel ritratto da Julius Ludwig Sebbers e Lazarus Sichling

La prima parte della teoria estetica la ritroviamo in opere come Estetica come scienza dell'espressione e linguistica generale (1902), Breviario di estetica (1913) e Aesthetica in nuce (1928). In seguito modificò questa iniziale teoria stabilendo per la storia un nesso con la filosofia. L'estetica, dal significato originario del termine aisthesis (sensazione), si configura in primo luogo come attività teoretica relativa al sensibile, si riferisce alle rappresentazioni e alle intuizioni che noi abbiamo della realtà.
Come conoscenza del particolare l'intuizione estetica è la prima forma della vita dello Spirito. Prima logicamente e non cronologicamente poiché tutte le forme sono presenti insieme nello spirito. L'arte, come aspetto dell'Estetica, è una forma della vita spirituale che consiste nella conoscenza, intuizione del particolare che:
- come forma dello spirito, come creatività non è sensazione, conoscenza sensibile che è un aspetto passivo dello spirito rispetto ad una materia oscura e ad esso estranea;
- come conoscenza (prima forma dell'attività teoretica) non ha a che fare con la vita pratica. Bisogna quindi respingere tutte le estetiche che abbiano fini edonistici, sentimentali e moralistici; quale espressione di un valore autonomo dello spirito, l'arte non può né deve essere giudicata secondo criteri di verità, moralità o godimento;
- come intuizione pura va distinta dal concetto che è conoscenza dell'universale: compito proprio della filosofia.[91]

L'arte può essere definita quindi come intuizione-espressione, due termini inscindibili per cui non è possibile intuire senza esprimere né è possibile espressione senza intuizione. Ciò che l'artista intuisce è la stessa immagine (pittorica, letteraria, musicale ecc.) che egli per ispirazione crea da una considerazione del reale, nel senso che l'opera artistica è l'unità indifferenziata della percezione del reale e della semplice immagine del possibile.
La distinzione tra arte e non arte risiede nel grado di intensità dell'intuizione-espressione. Tutti noi intuiamo ed esprimiamo: ma l'artista è tale perché ha un'intuizione più forte, ricca e profonda a cui sa far corrispondere un'espressione adeguata. Coloro che sostengono di essere artisti potenziali poiché hanno delle intense intuizioni ma che non sono capaci di tradurre in espressioni, non si rendono conto che in realtà non hanno alcuna intuizione poiché se la possedessero veramente essa si tradurrebbe in espressione.
L'arte non è aggiunta di una forma ad un contenuto ma espressione, che non vuol dire comunicare, estrinsecare, ma è un fatto spirituale, interiore come l'atto inscindibile da questa che è l'intuizione. Nell'estetica dobbiamo far rientrare anche quella forma dell'espressione che è il linguaggio che nella sua natura spirituale fa tutt'uno con la poesia. L'estetica quindi come una «linguistica in generale». Dall'estetica deriva la critica letteraria crociana, espressa in molti saggi.

### Logica
Della logica, Croce tratta essenzialmente nella Logica come scienza del concetto puro); essa corrisponde al momento in cui l'attività teoretica non è più affidata alla sola intuizione (all'ambito estetico), ma partecipa dell'elemento razionale, che attinge dalla sfera dell'universale. Il punto di arrivo di questa attività è l'elaborazione del concetto puro, universale e concreto che esprime la verità universale di una determinazione. La logica crociana è anche storica, nella misura in cui essa deve analizzare la genesi e lo sviluppo (storico) degli oggetti di cui si occupa.
Il termine logica in Benedetto Croce assume quindi un significato più vicino al termine dialettica ovvero ricerca storiografica. In genere, la Logica di Croce è lontana da criteri scientifico-razionali, e si ispira ai metodi dell'immaginazione artistica e dell'eleganza estetico-letteraria, nei quali il filosofo raggiunge risultati eccellenti. Di carattere decisamente diverso è invece la filosofia delle scienze fisiche, matematiche e naturali delle quali Croce non si occupa affatto nei suoi studi. Del resto, come segnala Ludovico Geymonat nel suo Corso di filosofia - immagini dell'uomo, «la vera indubbia grandezza di Croce va cercata assai più nella sua opera di storiografo, di critico letterario, ecc., che non nella sua opera di filosofo».

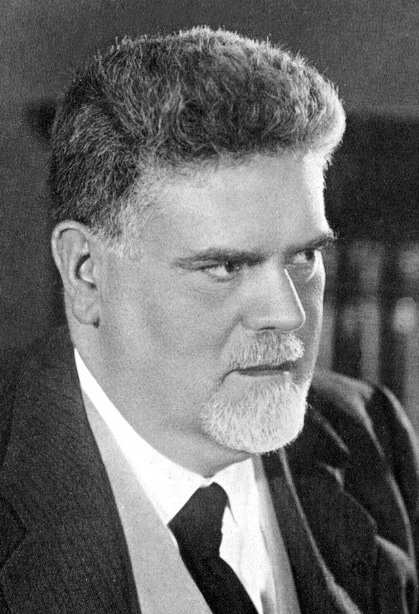
Giovanni Gentile ai tempi del direttorato alla Scuola normale di Pisa (1928-36 e 1937-43).

In ogni caso la logica e la filosofia della scienza è stata sviluppata in Italia da altre correnti di pensiero contemporaneo a quello crociano, con studiosi fra quali Giuseppe Peano (1858-1932) e lo stesso Geymonat (1908-1991). Un orientamento parzialmente diverso ebbe invece Giovanni Gentile che, pur criticando gli eccessi del positivismo, intrattenne anche rapporti con matematici e fisici italiani e cercò di instaurare un rapporto costruttivo con la cultura scientifica. Invece Croce ebbe con la logica e la scienza un rapporto difficile. La sua posizione portò in Italia nella prima metà del Novecento ad uno scontro dialettico fra due culture contrapposte: quella artistico-letteraria e quella tecnico-scientifica.

#### Il rapporto conflittuale con le scienze matematiche e sperimentali
Un caso emblematico del giudizio di Benedetto Croce nei confronti della matematica e delle scienze sperimentali è la sua nota diatriba con il matematico e filosofo della scienza Federigo Enriques, avvenuta il 6 aprile 1911 in seno al congresso della Società Filosofica Italiana, fondata e presieduta dallo stesso Enriques. Questi sosteneva che una filosofia degna di una nazione progredita non potesse ignorare gli apporti delle più recenti scoperte scientifiche. La visione di Enriques mal si confaceva a quella idealistica di Croce e Gentile, come pure a gran parte degli esponenti della filosofia italiana di allora, per lo più formata da idealisti crociani.
Croce, in particolare, rispose ad Enriques, liquidando in modo deciso - "antifilosofico" secondo Enriques - la proposta di considerare la scienza come un valido apporto alle problematiche filosofiche e sostenendo, anzi, che matematica e scienza non sono vere forme di conoscenza, adatte solo agli «ingegni minuti» degli scienziati e dei tecnici, contrapponendovi le «menti universali», vale a dire quelle dei filosofi idealisti, come Croce medesimo. I concetti scientifici non sono veri e propri concetti puri ma degli pseudoconcetti, falsi concetti, degli strumenti pratici di costituzione fittizia.
«La realtà è storia e solo storicamente la si conosce, e le scienze la misurano bensì e la classificano come è pur necessario, ma non propriamente la conoscono né loro ufficio è di conoscerla nell'intrinseco». Sul tema Benedetto Croce sostenne, tra l'altro, che:
(Benedetto Croce da Il risveglio filosofico e la cultura italiana, n. 6, 1908, pp. 161-168)
A proposito dello sviluppo novecentesco della logica matematica e dell'introduzione dei formalismi simbolici, ad opera di matematici e filosofi quali Gottlob Frege, Giuseppe Peano, Bertrand Russell, Benedetto Croce dichiarerà:
(Benedetto Croce da Logica come scienza del concetto puro,(1909))
Anni dopo, ancora scriveva che:
(Benedetto Croce da Indagini su Hegel e schiarimenti filosofici (1952))
e ribadiva come:
(Benedetto Croce da Indagini su Hegel e schiarimenti filosofici (1952))
Tuttavia ebbe altresì un cordiale e rispettoso scambio epistolare con Albert Einstein.
Secondo diversi storici e filosofi (es. Giulio Giorello nel 1992, Enrico Bellone, Armando Massarenti), l'influenza antiscientifica di Croce e di Gentile sarebbe stata fortemente deleteria sia sul piano dell'istituzione scolastica per gli orientamenti pedagogici della scuola italiana, che si sarebbe indirizzata prevalentemente agli studi umanistici considerando quelli scientifici di secondo piano, sia per la formazione di una classe politica e dirigente che attribuisse importanza alla scienza e alla tecnica e portando, per conseguenza, ad un ritardo dello sviluppo tecnologico e scientifico nazionale.
Giorello nel quarantennale della morte di Croce ha scritto che "predicò la religione della libertà e per questo gli siamo riconoscenti. Ma la sua condanna della scienza e la sua estetica hanno causato danni gravissimi alla nostra cultura. Che ora esige riparazione". Lo stesso Giorello però ha in parte ritrattato l'affermazione nel 2012, negando che sia da attribuire a Croce il mancato sviluppo scientifico italiano, adducendo che quelle che lui considerava una "colpa" sarebbero da accreditare maggiormente alla Chiesa, agli scienziati stessi e alla classe politica, più che all'idealismo, che trascura le scienze ma nemmeno le ostacola, definendo la filosofia di Croce «interessante sotto altri profili, ma poco interessante, quando si parla di scienza».

#### Il rapporto con le scienze umane e sociali
Croce fu spesso accusato di aver sbarrato la strada allo sviluppo, in Italia, delle scienze umane e sociali, ritenendole utili per lo studio dei fenomeni umani solo come raccolta di dati empirici, negandogli fondatezza sotto il profilo logico e gnoseologico. Scriveva ad esempio nel 1938 in La storia come pensiero e come azione "Così nell'età che succedette a quella dei generosi ardimenti filosofici, dei grandi sogni poetici e delle lotte per la libertà e per l'indipendenza dei popoli, nell'età in cui prevalsero il positivismo e l'industrialismo, soverchiatori entrambi della vita intima e religiosa, incontrarono favore le biografie e le storie psicologiche, e con esse le fisiologiche, patologiche, psichiatriche, etnologiche, antropogeografiche, cioè sempre, in ultima analisi, associazionistiche e deterministiche e psicologiche" (ed. 1966, p. 198); o più tardi in Filosofia e storiografia (Bari, Laterza, 1949, p. 198): "la natura o la realtà si mostra tutta vivente nelle forme pure del conoscere, nella poesia e nella filosofia, ma meccanica е morta nella forma delle scienze, che classificano, fissano leggi e misure, e sono deterministiche e matematiche".

### Filosofia della pratica
(Filosofia della pratica. Etica ed economica [1908], Laterza, Bari 1963, II, 1, p. 219)
Economia ed etica vengono trattate in Filosofia della pratica. Economica ed etica del 1909. Croce dà molto rilievo alla volizione individuale che è poi l'economia, avendo egli un forte senso della realtà e delle pulsioni che regolano la vita umana. L'utile, che è razionale, non sempre è identico a quello degli altri: nascono allora degli utili sociali che organizzano la vita degli individui. Il diritto, nascendo in questo modo, è in un certo qual senso amorale, poiché i suoi obiettivi non coincidono con quelli della morale vera e propria. Egualmente autonoma è la sfera politica, che è intesa come luogo di incontro-scontro tra interessi differenti, ovvero essenzialmente conflitto, quello stesso conflitto che caratterizza il vivere in generale.
Croce critica anche l'idea di Stato etico elaborata da Hegel ed estremizzata da Gentile: lo Stato non ha nessun valore filosofico e morale, è semplicemente l'aggregazione di individui in cui si organizzano relazioni giuridiche e politiche. L'etica è poi concepita come l'espressione della volizione universale, propria dello spirito; non vi è un'etica naturale o un'etica formale, e dunque non vi sono contenuti eterni propri dell'etica, ma semplicemente essa è l'attuazione dello spirito, che manifesta in modo razionale atti e comportamenti particolari. Questo avviene sempre in quell'orizzonte di continuo miglioramento umano.

### Teoria e storia della storiografia
(Benedetto Croce, Teoria e storia della storiografia)

#### La storia e lo spirito: lo storicismo assoluto

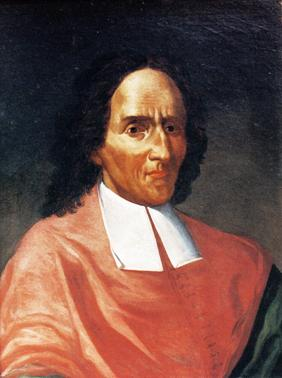
Giambattista Vico

Come si evince anche da Teoria e storia della storiografia (1917) la filosofia di Croce, ispirata soprattutto a Giambattista Vico, è fortemente storicista. Per ciò, se volessimo riassumere con una formula la filosofia di Croce, questa sarebbe storicismo assoluto, ossia la convinzione che tutto è storia, affermando che tutta la realtà è spirito e che questo si dispiega nella sua interezza all'interno della storia. La storia non è dunque una sequela capricciosa di eventi, ma l'attuazione della Ragione. La conoscenza storica ci illumina a proposito delle genesi dei fatti, è una comprensione dei fatti che li giustifica con il suo dispiegarsi.
Si delinea in quest'ottica il compito dello storico: egli, partendo dalle fonti storiche, deve superare ogni forma di emotività nei confronti dell'oggetto studiato e presentarlo in forma di conoscenza. In questo modo la storia perde la sua passionalità e diviene visione logica della realtà. Quanto appena affermato si può evincere dalla celebre frase «la storia non è giustiziera, ma giustificatrice». Con questo afferma che lo storico non giudica e non fa riferimento al bene o al male. Quest'ultimo delinea, inoltre, come la storia abbia anche un preciso orizzonte gnoseologico, poiché in primo luogo è conoscenza, e conoscenza contemporanea, ovvero la storia non è passata, ma viva in quanto il suo studio è motivato da interessi del presente.
La storiografia è in seconda istanza utile per comprendere l'intima razionalità del processo dello spirito, e in terzo luogo essa è conoscenza non astratta, ma basata su fatti ed esperienze ben precise. Anche se subisce l'influsso dello storicismo di Voltaire, Croce critica gli illuministi e in generale tutti coloro che pretendono di individuare degli assoluti che regolino la storia o la trascendano: invece la realtà è storia nella sua totalità, e la storia è la vita stessa che si svolge autonomamente, secondo i propri ritmi e le proprie ragioni.
La storia è un cammino progressivo per cui «Nulla c'è al di fuori dello spirito che diviene e progredisce incessantemente: nulla c'è al di fuori della storia che è per l'appunto questo progresso e questo divenire». Ma il positivo destinato a superare storicamente la negatività dei periodi bui della storia non è una certezza su cui adagiarsi: questa consapevolezza del progresso storico deve essere confermata da un impegno costante degli uomini in azioni i cui risultati non sono mai scontati né prevedibili.
La storia diviene, allora, anche storia di libertà, dei modi in cui l'uomo promuove e realizza al meglio la propria esistenza. La libertà si traduce, sul piano politico, in liberalismo: una sorta di religione della libertà o di metodo interpretativo della storia e di orientamento dell'azione, che è imprescindibile nel processo del progresso storico-politico, come si evince dal volume del 1938 La storia come pensiero e come azione. Per Croce la libertà può essere apprezzata solo difendendola costantemente in maniera dialettica, poiché la storia è necessariamente contrasto:
(La storia come pensiero e come azione, pp. 50-51)
Ciò però non vuol dire che Croce giustifichi la violenza come necessaria; nello stesso saggio ammonisce infatti che «la violenza non è forza ma debolezza, né mai può essere creatrice di cosa alcuna, ma soltanto distruggerla».
La concezione storica crociana ebbe grande seguito in Italia per molto tempo ed ebbe notevole influenza anche all'estero, ad esempio per quanto riguarda la formazione del maggior storico americano del nazismo, George Mosse.

### Critica letteraria

Croce interviene al congresso liberale del 1946

Il Croce critico letterario, specie quello di Poesia e non poesia, esercitò molta influenza successiva, quasi una "dittatura intellettuale" sulla cultura italiana, ma ricevette anche critiche: ad esempio furono ritenute scorrette, "pseudoconcetti" (riprendendo una parola usata da Croce), poiché non presentate come opinione personale ma come veri canoni estetici, varie tesi, come la sua opposizione alle novità letterarie europee, esemplificate dalle stroncature verso gran parte dell'opera di Gabriele D'Annunzio, Giovanni Pascoli (di cui apprezzò solo alcune parti di Myricae e dei Canti di Castelvecchio criticando i saggi e le poesie civili), del crepuscolarismo e di Giacomo Leopardi: di quest'ultimo salvò, nei Canti, gli idilli e i canti pisano-recanatesi, ma criticò le poesie "dottrinali" e polemiche (in particolare i Paralipomeni della Batracomiomachia e la Palinodia al marchese Gino Capponi) e le opere filosofiche (apprezzò solo una minima parte delle Operette morali), affermando che quella leopardiana non era vera filosofia, ma solo uno sfogo poetico in prosa, inferiore comunque alle liriche, dovuto esclusivamente alle condizioni fisiche e psicologiche del poeta recanatese.
Croce non considera Leopardi un vero filosofo, come Schopenhauer, a cui invece riconosce dignità filosofica ma che non apprezza come individuo poiché ritenuto cinico e indifferente, ma solo un pensatore, il cui pensiero è essenzialmente al servizio della sua poesia. Sulla scorta di Francesco de Sanctis, esprime simpatia umana al poeta recanatese per lo spirito civile, l'impegno e la lotta eroica contro le sofferenze fisiche, come espresso nella poesia La Ginestra.
Egli fu grande ammiratore soprattutto del Carducci, in quanto classicista, razionale e sentimentale al tempo stesso, ma senza scadere nel sentimentalismo irrazionale, e, a proposito del decadentismo e degli autori di questo movimento, scrisse, in Del carattere della più recente letteratura italiana: «Nel passare da Giosuè Carducci a questi tre, sembra, a volte, come di passare da un uomo sano a tre malati di nervi». La polemica contro il decadentismo è figlia di quella contro il positivismo: Croce sostiene che il misticismo decadente, che egli disapprova come sintomo di vuoto spirituale e filosofico (Croce è razionalista e idealista al tempo stesso), è figlio dello scientismo positivistico e delle pseudoscienze da esso generate (come lo spiritismo): «Di qua il positivismo, di fronte il misticismo; perché questo è figlio di quello: un positivista dopo la gelatina dei gabinetti, non credo abbia altro di più caro che l'inconoscibile, cioè la gelatina dove si coltiva il microbio del misticismo».
Noti i suoi scontri (e quelli dei suoi allievi) con l'anglista Mario Praz. Questi sosteneva la povertà della cultura letteraria italiana nel periodo del Risorgimento, mentre Croce lo accusava di confondere romanticismo e decadentismo e non amava il suo stile estetico e critico, improntato alla metafora e all'evocazioni di immagini e dettagli, più che al tecnicismo e alla descrizione.

## Opere
Le opere di Benedetto Croce spaziano dalla filosofia, alla storiografia, all'aneddotica, alla critica letteraria e all'erudizione storica. Qui si indicano le più importanti.
Per un elenco completo si veda  L'opera di Benedetto Croce, bibliografia a cura di S. Borsari, Napoli, Istituto italiano per gli studi storici, 1964. I principi dell'estetica crociana, oltre ad essere formulati in opere organiche, trovarono anche applicazione critica in prefazioni e curatele di opere altrui. Tale è, ad esempio, la prefazione all'opera di Tommaso Parodi, Poesia e letteratura: conquista di anime e studi di critica, pubblicata postuma nel 1916 da Laterza, a cura del Croce. Dal 1º gennaio 2023 le opere di Benedetto Croce sono diventate di pubblico dominio.
Cultura e vita morale fu dedicata a Giustino Fortunato in segno di profonda stima, l'iscrizione recita per intero «A Giustino Fortunato in ricordo di antica e salda amicizia».
Il filosofo napoletano collaborò inoltre con numerosi articoli su vari argomenti pubblicati su molti giornali e riviste stranieri e italiani (Cfr. Maria Panetta, Settant'anni di militanza: Benedetto Croce, tra riviste e quotidiani) Ad esempio la sua collaborazione con il quotidiano Il Resto del Carlino durò per più di 40 anni, dal 1910 al 1951.

### Filosofia dello spirito
- Estetica come scienza dell'espressione e linguistica generale. Teoria e storia, Milano-Palermo, Sandron, 1902; 1904; Bari, Laterza, 1908; 1912; 1922; 1928; 1941; 1945; 1950
- Logica come scienza del concetto puro, Bari, Laterza, 1909; 1917; 1920; 1928; 1942; 1947.
- Filosofia della pratica. Economica ed Etica, Bari, Laterza, 1909; 1915; 1923; 1932; 1945; 1950; 1957.
- Teoria e storia della storiografia, Bari, Laterza, 1917; 1920; 1927; 1941; 1943; 1948; 1954.

### Saggi filosofici
- La storia ridotta sotto il concetto generale dell'arte. Memoria letta all'Accademia pontaniana nella tornata del 5 marzo 1893 dal socio Benedetto Croce, Napoli, Tip. della R. Università, 1893.
- Problemi di estetica e contributi alla storia dell'estetica italiana, Bari, Laterza, 1910; 1923; 1940.
- La filosofia di Giambattista Vico, Bari, Laterza, 1911; 1922; 1933; 1947.
- Saggio sullo Hegel, seguito da altri scritti di storia della filosofia, Bari, Laterza, 1913; 1927; 1948.
- Materialismo storico ed economia marxistica. Saggi critici, Milano-Palermo, Sandron, 1900; 1907; Bari, Laterza, 1918; 1921; 1927; 1941; 1944; 1946; 1951.
- Nuovi saggi di estetica, Bari, Laterza, 1920; 1926; 1948.
- Etica e politica. Aggiuntovi il "Contributo alla critica di me stesso", Bari, Laterza, 1931; 1945.
- Ultimi saggi, Bari, Laterza, 1935; 1948.
- La poesia. Introduzione alla critica e storia della poesia e della letteratura, Bari, Laterza, 1936; 1937; 1943; 1946.
- La storia come pensiero e come azione, Bari, Laterza, 1938; 1939; 1943; 1945; 1952.
- Il carattere della filosofia moderna, Bari, Laterza, 1941; 1945.
- Perché non possiamo non dirci "cristiani", Bari, Laterza, 1943.
- Discorsi di varia filosofia, 2 voll., Bari, Laterza, 1945.
- Filosofia e storiografia, Bari, Laterza, 1949.
- Indagini su Hegel e schiarimenti filosofici, Bari, Laterza, 1952.

### Scritti vari
- Il caso Gentile e la disonestà nella vita universitaria italiana, Bari, Laterza, 1909.
- Primi saggi, Bari, Laterza, 1918.
- Cultura e vita morale. Intermezzi polemici, Bari, Laterza, 1914; 1926.
- Pagine sparse

I, Pagine di letteratura e di cultura, Napoli, Ricciardi, 1919; 1940.
II, Pagine sulla guerra, Napoli, Ricciardi, 1919.
III, Memorie, schizzi biografici e appunti storici, Napoli, Ricciardi, 1920.
- Nuove pagine sparse

I, Vita, pensiero, letteratura, Napoli, Ricciardi, 1948.
II, Metodologia storiografica, osservazioni su libri nuovi, varietà, Napoli, Ricciardi, 1949.
- L'Italia dal 1914 al 1918. Pagine sulla guerra, Bari, Laterza, 1949.
- Carteggio Croce-Vossler, 1899-1949, Bari, Laterza, 1951.
- Terze pagine sparse, 2 voll., Bari, Laterza, 1955.
- Scritti e discorsi politici, 1943-1947, 2 voll., Bari, Laterza, 1963.
- Carteggio. 1902-1953, con Luigi Einaudi, Torino, Fondazione Luigi Einaudi, 1988.
- Carteggio 1902-1914, con Giovanni Papini, Roma, Edizioni di storia e letteratura, 2012.

### Scritti di storia letteraria e politica
- I teatri di Napoli. Secolo XV-XVIII, 2 voll., 	Napoli, Pierro, 1891; I teatri di Napoli. Dal Rinascimento alla fine del secolo decimottavo, Bari, Laterza, 1916; 1926; 1947.
- Studi storici sulla rivoluzione napoletana del 1799, Roma, Loescher, 1897.
- Saggi sulla letteratura italiana del Seicento, Bari, Laterza, 1911; 1924; 1948.
- La letteratura della nuova Italia, 6 voll., Bari, Laterza, 1914-1940.
- Poesia e non poesia. Note sulla letteratura europea del secolo decimonono, Bari, Laterza, 1916; 1935; 1942; 1946; 1950.
- La Spagna nella vita italiana durante la Rinascenza, Bari, Laterza, 1917; 1922; 1941; 1949.
- Conversazioni critiche, 2 voll., Bari, Laterza, 1918; 1924; 1942; 1950.
- Storie e leggende napoletane, Bari, Laterza, 1919; 1923; 1941; 1948
- Goethe, Bari, Laterza, 1919; 1921; 1939; 1946.
- Una famiglia di patrioti ed altri saggi storici e critici, Bari, Laterza, 1919; 1927; 1949;
- Ariosto, Shakespeare e Corneille, Bari, Laterza, 1920; 1929; 1944; 1950.
- Storia della storiografia italiana nel secolo decimonono, 2 voll., Bari, Laterza, 1921; 1930; 1947.
- La poesia di Dante, Bari, Laterza, 1921; 1922; 1940; 1943; 1948; 1952.
- Manifesto degli intellettuali antifascisti, in "Il Mondo", 1º maggio 1925.
- Storia del Regno di Napoli, Bari, Laterza, 1925; 1931; 1944.
- Uomini e cose della vecchia Italia. Serie prima, Bari, Laterza, 1927; 1943.
- Uomini e cose della vecchia Italia. Serie seconda, Bari, Laterza, 1927; 1943.
- Storia d'Italia dal 1871 al 1915, Bari, Laterza, 1928; 1929; 1934; 1939; 1942; 1943; 1947.
- Storia dell'età barocca in Italia. Pensiero, poesia e letteratura, vita morale, Bari, Laterza, 1928.
- Isabella di Morra e Diego Sandoval de Castro, Bari, Laterza, 1929.
- Nuovi saggi sulla letteratura italiana del Seicento, Bari, Laterza, 1931; 1949.
- Storia d'Europa nel secolo decimonono, Bari, Laterza, 1931; 1932; 1938; 1942; 1943; 1948.
- Conversazioni critiche. Serie terza, Bari, Laterza, 1932; 1951.
- Conversazioni critiche. Serie quarta, Bari, Laterza, 1932; 1951.
- Poesia popolare e poesia d'arte. Studi sulla poesia italiana dal Tre al Cinquecento, Bari, Laterza, 1933; 1946.
- Varietà di storia letteraria e civile. Serie prima, Bari, Laterza, 1935; 1949.
- Vite di avventure, di fede e di passione. Filippo di Fiandra, il conte di Campobasso, il marchese di Vico, Isabella di Morra, Diego duque de Estrada, Carlo Lauberg, Bari, Laterza, 1936; 1947.
- Conversazioni critiche. Serie quinta, Bari, Laterza, 1939; 1951.
- Poesia antica e moderna. Interpretazioni, Bari, Laterza, 1941; 1943; 1950.
- Aneddoti di varia letteratura, 4 voll., Napoli, Ricciardi, 1942; Bari, Laterza, 1953-1954.
- Poeti e scrittori del pieno e del tardo Rinascimento, Bari, Laterza, 1945.
- La letteratura italiana del Settecento. Note critiche, Bari, Laterza, 1949.
- Varietà di storia letteraria e civile. Serie seconda, Bari, Laterza, 1949.
- Letture di poeti e riflessioni sulla teoria e la critica della poesia, Bari, Laterza, 1950.

### Opere postume
- Un paradiso abitato da diavoli, Milano, Adelphi Edizioni S.p.A., 2006, ISBN 978-88-459-2036-3.

### Edizione nazionale
La casa editrice Bibliopolis ha in corso di pubblicazione l'edizione nazionale delle opere di Benedetto Croce, promossa con Decreto del Presidente della Repubblica del 14 agosto 1981.